# 克尼克-費爾維尤 (阿拉斯加州)
克尼克-費爾維尤（英語：Knik-Fairview）是位於美國阿拉斯加州馬塔努斯卡-蘇西特納自治市鎮的一個非建制地區和人口普查指定地區。根據2010年美國人口普查，該地人口為14923人，而該地的面積約為183.90平方千米。

## 地理
克尼克-費爾維尤的座標為61°31′39″N 149°35′33″W / 61.52750°N 149.59250°W，而該地的平均海拔高度為56米（即183英尺）。